# Piscophoca
Piscophoca — вимерлий рід ластоногих. Рід був названий на честь скам'янілої формації Піско в Перу, де був знайдений голотип. Інші скам'янілості цього роду були знайдені в формації Баія-Інглеса басейну Кальдери в Чилі.